# Barbara Carpenter
Barbara Carpenter (* um 1933) ist eine englische Badmintonspielerin. 

## Karriere
Barbara Carpenter siegte 1956 bei den Dutch Open und 1959 bei den Belgian International. Bei der Tour des englischen Nationalteams 1959 durch Südafrika siegte sie auch bei den dortigen Titelkämpfen. 1979 und 1980 wurde sie englische Seniorenmeisterin der O45.

## Sportliche Erfolge
| Saison | Veranstaltung                 | Disziplin   | Platz | Name                               |
| ------ | ----------------------------- | ----------- | ----- | ---------------------------------- |
| 1956   | Dutch Open                    | Damendoppel | 1     | June Timperley / Barbara Carpenter |
| 1959   | Belgian International         | Damendoppel | 1     | Heather Ward / Barbara Carpenter   |
| 1959   | Südafrikanische Meisterschaft | Damendoppel | 1     | Heather Ward / Barbara Carpenter   |